# Hadrocryptus
Hadrocryptus is een geslacht van insecten uit de orde vliesvleugeligen (Hymenoptera) en de familie Ichneumonidae.

## Soorten
- H. cingulatus (Szepligeti, 1916)
- H. ditissimus (Tosquinet, 1903)
- H. multimaculatus Gupta & Gupta, 1983
- H. naranjis Gupta & Gupta, 1983
- H. perforator Broad & Barthelemy, 2012
- H. toliensis Gupta & Gupta, 1983
- H. trimaculatus Gupta & Gupta, 1983